# نادي بيونغ يانغ سيتي الرياضي
نادي بيونغيانغ سيتي الرياضي (بالكورية: 평양 시 체육 단) هو نادي كرة قدم كوري شمالي. يقع مقر هذا النادي في بيونغيانغ ويلعب في ملعب كم إل سونغ. وباعتباره النادي الرياضي لحزب العمال الكوري وقاعة مدينة بيونغيانغ ، فهو أكبر نادي رياضي لا ينتمي إلى وزارة الدولة.
كرة القدم هي القسم الأكثر شعبية في هذه المنظمة. يلعب الرجال حالياً في دوري كرة القدم الممتاز لكوريا الشمالية، وهو أعلى دوري كرة قدم في كوريا الشمالية. لقب النادي هو Chollima. على الرغم من أن Chollima في بقية العالم يستخدم للإشارة إلى المنتخب الوطني الكوري الشمالي ، فإن الإشارات إلى Chollima أو «فريق كرة القدم Chollima» في التقارير الرياضية الكورية الشمالية تشير عادة إلى فريق كرة القدم في مدينة بيونغ يانغ.